# АЭС имени адмирала Алваро Алберто
Атомная электростанция имени адмирала А́лваро Алберто (порт. Central Nuclear Almirante Álvaro Alberto, CNAAA) — единственная атомная электростанция (АЭС) в Бразилии. Расположена в муниципалитете Ангра-дус-Рейс в штате Рио-де-Жанейро. 
Имеет два водо-водяных реактора: Ангра I мощностью 657 МВт (заработал в 1985 году) и Ангра II мощностью 1350 МВт.

## Эксплуатация станции
АЭС принадлежит государственной монополии Электронуклеар (порт. Eletronuclear), на ней занято 3000 человек, ещё 10 тыс. рабочих мест в штате Рио-де-Жанейро существуют благодаря АЭС.
Предполагалось, что АЭС будет иметь три водно-водяных реактора суммарной мощностью 3000 МВт и станет первой из четырёх подобных электростанций в Бразилии, которые планировалось построить к 1990 году.
Реактор Ангра I был куплен у американской компании Вестингауз электрик. Этот договор не предусматривал передачи технологий, поэтому следующий реактор построен по западногерманским технологиям как часть комплексного ядерного соглашения между ФРГ и Бразилией, подписанного президентом Эрнесту Гайзелом в 1975 году.
АЭС находится в густонаселённом туристическом регионе, но это место всё-таки было выбрано для строительства из-за близости крупнейших в Бразилии городов-потребителей электроэнергии — Сан-Паулу, Белу-Оризонти и Рио-де-Жанейро.

## Ангра-3
Проектные работы над реактором Ангра-3 проектной мощностью 1350 МВт начались в 1984 году, но через два года были заморожены до начала строительства. Оборудование для третьего энергоблока было закуплено в 1995 году и находилось на хранении стоимость которого составляла 50 млн долларов в год за счёт госбюджета. Правительство президента Лулы да Силвы приняло решение достроить третий энергоблок. 9 марта 2009 года компания Электронуклеар получила лицензию правительства на продолжение стройки. Строительство возобновилось в марте 2009 года. Планировалось, что третий энергоблок будет запущен в ноябре 2014 года. Позднее пуск был перенесен сначала на 2016, а потом 2018 год.
Строительство было повторно заморожено в 2015 году при степени готовности блока 65 % из-за нехватки денег и политического скандала, который вспыхнул после расследования Lava Jato.
В феврале 2022 года был подписан контракт на возобновление строительства, а в ноябре началась укладка бетона. По новому плану начало эксплуатации намечено на конец 2026 года.

## Расследование Lava Jato
Lava Jato — дословно «автомойка» — крупнейшее расследование в истории Бразилии. Его инициировали федеральная полиция и прокуратура в марте 2014 года.
Все началось с изучения финансовых схем с участием политиков и руководителей нефтяной госкомпании Petrobras. Прокуратуре удалось доказать факты взяток и отмывания денег. Позднее следствие переключилось на крупные инфраструктурные проекты и АЭС «Ангра-3».
В июле 2015 года прокуратура начинает расследовать финансовые схемы при строительстве АЭС«Ангра-3». Запущен 16-й этап операции Lava Jato — Radioatividade. Владелец компании UTC Рикардо Пессоа признается, что передал взятку двум судьям Федерального счетного суда (ТСU) для вынесения решений по тендерам на строительство. Арестован президент Eletronuclear Отон Луис Пинейро да Силва.
В 2016 году расследовать строительство «Ангра-3» начинает отдельная оперативная группа в штате Рио-де-Жанейро. В ходе спецоперации Pripyat задержаны топ-менеджеры Eletronuclear, а также главы компаний, через которые отмывались денежные средства для передачи взяток.
2017 год: согласно показаниям информаторов, бывший губернатор штата Рио-де-Жанейро Сержио Кабрал незаконно получил деньги за личное участие в проекте «Ангра-3». Eletrobras планирует возобновить строительство энергоблока в 2019 году.
В октябре 2018 года Верховный суд Бразилии принял показания владельца инжиниринговой компании Engevix Жозе Антунеса Собриньо, сообщает издание Globo. По словам Собриньо, Engevix передала 1,1 млн реалов компании Argeplan, чтобы работать на субподряде при строительстве АЭС «Ангра-3». Engevix заплатила эти деньги по просьбе владельца Argeplan Жоау Батисты Лимы Фильо и министра энергетики Морейры Франко с согласия президента Бразилии Мишеля Темера. Средства были предоставлены через фиктивные сделки с другими компаниями, сообщают бразильские СМИ.

## Проблемы
Затруднения с постройкой всех трёх энергоблоков вызваны техническими просчётами и политическими последствиями этого.
На станции неоднократно случались аварии, ни одна из них не вызвала серьёзных последствий, однако общественное мнение Бразилии большей частью настроено против развития атомной энергетики в стране. 
Проект по постройке ещё трёх АЭС (в Игуапи, Перуиби и Сан-Себастьян) заморожен.

## Контракт с «Росатомом»
В декабре 2022 года Росатом объявил о заключении договора с бразильской государственной атомной корпорацией Industrias Nucleares do Brasil. Договор предусматривает поставку обогащённого урана для производства топливных сборок[где?], которые будут загружаться в реакторы этой АЭС. Контракт был заключён по результатам открытого тендера и позволит полностью обеспечить станцию топливом в 2023-2027 гг.
В 2023 году Бразилия импортировала (впервые за 24 года, предыдущие закупки были в 1999 и 1998 гг. соответственно) 27,1 тонны российского обогащенного урана на 18,9 млн долларов и 26,9 тонны природного сырья на 52,7 миллиона.

## Энергоблоки
| Энергоблок | Тип реакторов | Мощность | Мощность | Начало строительства | Энергетический пуск | Ввод в эксплуатацию | Закрытие |
| Энергоблок | Тип реакторов | Чистый   | Брутто   | Начало строительства | Энергетический пуск | Ввод в эксплуатацию | Закрытие |
| ---------- | ------------- | -------- | -------- | -------------------- | ------------------- | ------------------- | -------- |
| Ангра-1    | PWR           | 609 МВт  | 640 МВт  | 01.05.1971           | 01.04.1982          | 01.01.1985          |          |
| Ангра-2    | Конвой        | 1275 МВт | 1350 МВт | 01.01.1976           | 21.07.2000          | 01.02.2001          |          |
| Ангра-3    | Конвой        | 1245 МВт | 1350 МВт | 01.06.2010           |                     | конец 2026 (план)   |          |